# Chorizema
Genre
Classification phylogénétique
Chorizema est un genre de plantes à fleurs de la famille des Fabaceae (les légumineuses) originaire d'Australie.

## Principales espèces
- Chorizema aciculare (DC.) C.A.Gardner
- Chorizema carinatum (Meisn.) J.M.Taylor & Crisp
- Chorizema circinale J.M.Taylor & Crisp
- Chorizema cordatum Lindl.
- Chorizema cytisoides Turcz.
- Chorizema dicksonii Graham
- Chorizema diversifolium A.DC.

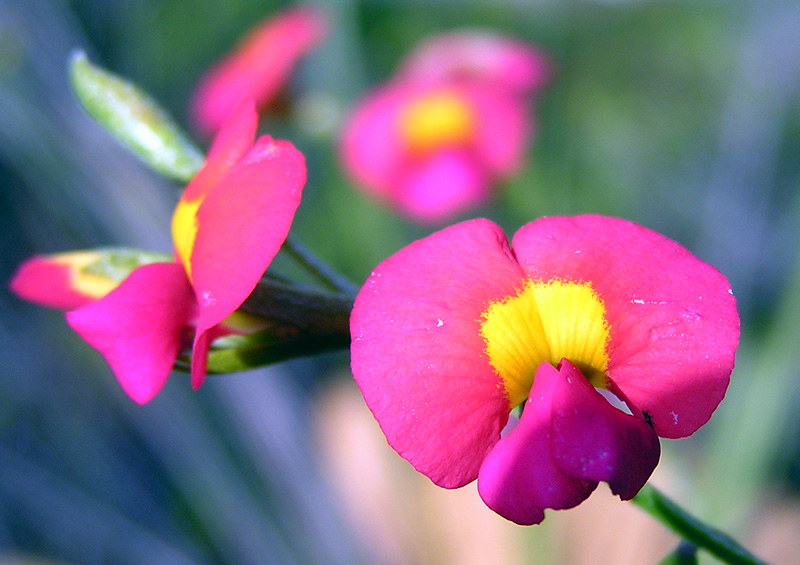
Chorizema diversifolium

- Chorizema genistoides (Meisn.) C.A.Gardner
- Chorizema glycinifolium (Sm.) Druce
- Chorizema humile Turcz.
- Chorizema ilicifolium Labill.
- Chorizema nanum (Andrews) Sims
- Chorizema nervosum T.Moore
- Chorizema obtusifolium (Sweet) J.M.Taylor & Crisp
- Chorizema parviflorum Benth.
- Chorizema racemosum (Meisn.) J.M.Taylor & Crisp
- Chorizema reticulatum Meisn.
- Chorizema retrorsum J.M.Taylor & Crisp
- Chorizema rhombeum R.Br.
- Chorizema rhynchotropis Meisn.
- Chorizema spathulatum (Meisn.) J.M.Taylor & Crisp
- Chorizema trigonum Turcz.
- Chorizema ulotropis J.M.Taylor & Crisp
- Chorizema uncinatum C.R.P.Andrews
- Chorizema varium Paxton